# Cyclotaenia discus
Cyclotaenia discus là một loài bọ cánh cứng trong họ Cerambycidae.